# حلبة مصارعة الثيران أتشوا

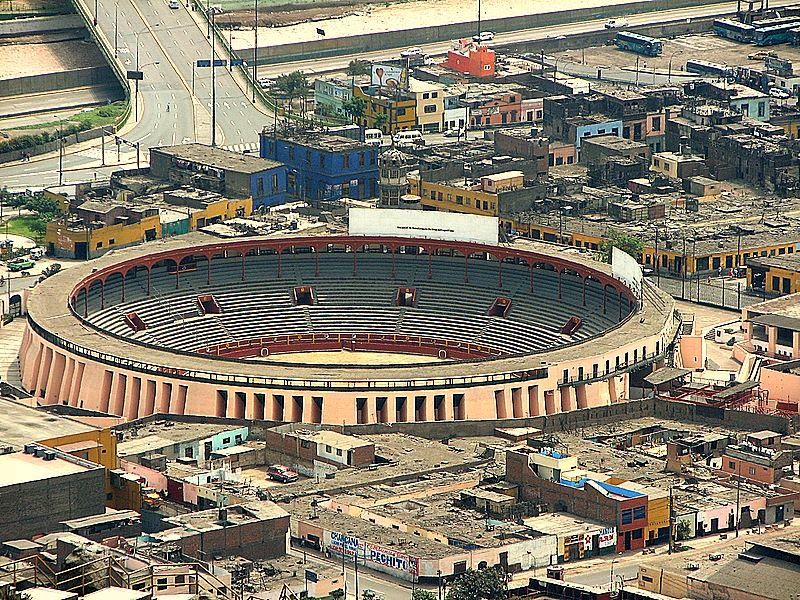
إطلالة خارجية على حلبة مصارعة الثيران أتشوا.

حلبة مصارعة الثيران أتشوا حلبة مصارعة الثيران الرئيسية في ليما، بيرو. تقع الحلبة بجانب المركز التاريخي لمنطقة ريماك، وتُصنَّف على أنها نصب تاريخي وطني. وهي أقدم حلبة مصارعة ثيران في الأمريكتين وثاني أقدم حلبة مصارعة في العالم بعد Maestranza في إسبانيا (دون احتساب مسرح آرل الروماني في فرنسا). اُفتُتِحت الحلبة في 30 يناير 1766.
من بين 56 حلبة رسمية في بيرو، تحتل حلبة مصارعة الثيران أتشوا مكانة بارزة. تبلغ سعة المقاعد 14,700 شخصاً وتم تشييدها من الطوب والخشب وكلاهما من المواد التقليدية.

## وصلات خارجية
- (بالإسبانية) Torosperu.com
- (بالإسبانية) Puiggrós, Bartolomé, "¿Y la Plaza de Hacho?" إل كوميرشيو. June, 2009.
- (بالإسبانية) Afición Perú